# Cessna 150
Cessna 150 - C150 je dvosedežno enomotorno lahko športno letalo ameriškega proizvajalca Cessna. Zasnovano je bilo za treniranje pilotov in športno letenje. S skoraj 24 tisoč izdelanimi je eno izmed najbolj proizvajanih športnih letal. Prvo letalo je bilo proizvodeno davnega leta 1958, proizvodnja se je končala leta 1977, ko so pričeli proizvajati njeno izboljšano naslednico Cessno 152. V uporabi je še veliko število letal. Cessno 150 so tržili kot osnovni model 150, Commuter, Commuter II, Patroller in Aerobat.
V osnovi obstajajo tri skupine zelo različnih variant Cessne 150:
- 1959-1963 klasična Cessna 150 letala so imela t.i. fast back in raven pokončen rep
- 1964-1965 dodano je zadnje okno t.i. "Omnivision" vendar je ohranjen ravni rep
- 1966-1977 nazaj nagnjen rep je dodan

Delo na Modelu 150 se je začelo v srednjih 1950ih kot naslednik letala Cessna 140. Spremenili so podvozje od repnega kolesa na tricikel, ki je manj zahtevno za pilotiranje. Spremenili so tudi konce kril, horizontalni in vertikalni stabilizator in dodali večja bolj efektivna zakrilca tipa Fowler.
Prototip je prvič poletele 12. septembra 1957, proizvodnja se je začela septembra 1958 v Cessnini tovarni v Wichita, Kansas, ZDA . 216 letal so zgradili licenčno v Franciji pri Reims Aviation pod oznako Reims F-150.
Ameriške 150-ke so vse imele Continental O-200-A, Reims verzije pa so imele O-200-A, ki jih je zgradil Rolls Royce, aerobat verzije so imele Continental O-240-A. Vse 150-ke imajo efektivna zakrilca, ki se lahko iztegnejo do 40 stopinj. Najbolj sposobne so bile verzije 1962 Cessna 150B in 1963 Cessna 150C. Imele so manjšo težo, bolj aerodinamično obliko, so se hitreje vzpenjale, imele so najvišjo višino leta in so potrebovale najkrajše steze. Naslednica 150-ke je Cessna 152, ki je v marsičemu performančno boljša in ekonomičnejša za obratovanje.

## Tehnične specifikacije (1977 150M)
Splošne karakteristike
- Posadka: 1
- Število sedežev: 1 potnik (možnost dva lahka otroka zadaj (skupna teža 60 kg))
- Dolžina: 24 ft 9 in (7,3 m)
- Razpon kril: 33 ft 4 in (10,2 m)
- Višina: 8 ft 6 in (2,6 m)
- Površina kril: 160 ft² (15 m²)
- Teža praznega letala: 1 111 lb (504 kg)
- Uporaben tovor: 490 lb (220 kg)
- Maks. vzletna teža: 1 600 lb (730 kg)
- Pogon letala: 1 ×  Štirivaljni protibatni zračno hlajeni Continental O-200-A, 100 KM (75 kW) at 2 750 rpm
- Premer propelerja: 5 ft 9 in (1,8 m)

 Zmogljivost 
- Neprekoračljiva hitrost: 141 vozlov (162 mph, 259 km/h)
- Potovalna hitrost: 107 vozlov (123 mph, 198 km/h)
- Hitrost porušitve vzgona: 42 vozlov (48 mph, 78 km/h)
- Doseg: 366 nm (421 mi, 678 km)
- Višina leta: 14 000 ft (4 300 m)
- Hitrost vzpenjanja: 670 ft/min (3,4 m/s)
- Razmerje vzgon/upor: 7
- Poraba goriva: 6 US gal/h (23 L/h)  avgas
- Maks. obremenitev krila: 10 lb/ft² (49 kg/m²)
- Max. razmerje potisk/teža: 0,063 KM/lb (100 W/kg)